# Nahapana
Nahapana (Nahapāna) was een koning van de westelijke Kshatrapa van de Kshaharatadynastie. Hij was mogelijk de zoon van zijn voorganger Bhumaka en regeerde van het jaar 41 tot 46 van een onbekende periode. Als dit de saka-jaartelling was, dan zou dit overeenkomen met 119 tot 124 n.Chr., maar dit is niet zeker en een vroegere datum wordt door de nodige historici waarschijnlijker geacht.
Mogelijk werden de Saken onder Bhumaka door de Indo-Parthen onder Phraotes uit Taxila verdreven en geraakten zo zuidelijker in het gebied van de Satavahanadynastie waar zij gebied op wisten te veroveren.
Nahapana is vooral bekend via zijn dochter Dakshamitra die trouwde met Usavadata, de onderkoning van Nahapana. Deze liet onder meer in de grotten van Pandavleni inscripties achter die verhalen over de daden en veroveringen van zijn schoonvader. Usavadata wordt in inscripties aangeduid als een Saka, wat het waarschijnlijk maakt dat ook Nahapana een Saka was.
Aanvankelijk lijkt Nahapana zijn gebied uitgebreid te hebben ten nadele van de Satavahana's, maar aan het einde werd hij verslagen door Gautamiputra, waarmee een einde kwam aan de Kshaharatadynastie. Dit blijkt uit een schat aan munten van Nahapuna die in 1906 werd gevonden in het dorpje Jogalthambi bij Nashik. De vondst bestaat uit 13.250 zilvermunten waarvan er 9270 waren herslagen door Gautamiputra Satakarni uit de Satavahanadynastie. Het herslaan van de munten van Nahapana lijkt deze overwinning te bevestigen. Dit wordt bevestigd door de prashasti of eulogie in Nashik van de moeder van Gautamiputra, Gautami Balashri.
Abbé Boyer was de eerste die in 1897 in Nahapana et l'ère Caka stelde dat Nahapana in het Grieks getranslitereerd zou moeten worden als Nambanos, wat vervolgens eenvoudig de Indische vorst Manbanos uit de Periplus van de Erythreïsche Zee zou kunnen zijn geworden. Dit lijkt bevestigd te worden met de gegevens die af te leiden zijn uit de gevonden munten. In zijn vertaling van de Periplus uit 1912 nam Schoff dit over:
41. Beyond the gulf of Baraca is that of Barygaza and the coast of the country of Ariaca, which is the beginning of the Kingdom of Nambanus and of all India. That part of it lying inland and adjoining Scythia is called Abiria, but the coast is called Syrastrene. It is a fertile country, yielding wheat and rice and sesame oil and clarified butter, cotton and the Indian cloths made therefrom, of the coarser sorts. Very many cattle are pastured there, and the men are of great stature and black in color. The metropolis of this country is Minnagara, from which much cotton cloth is brought down to Barygaza. In these places there remain even to the present time signs of the expedition of Alexander, such as ancient shrines, walls of forts and great wells. The sailing course along this coast, from Barbaricum to the promontory called Papica opposite Barygaza, and before Astacampra, is of three thousand stadia.
Een munt van Nahapana in het British Museum is vastgesteld als een herslagen munt van de Indo-Parthische koning Satavastres en andersom zijn er ook munten van Satavastres en Sases die herslagen zijn door Nahapana. Op basis hiervan en de Periplus stellen Turner en Cribb dat de regeerperiode van Nahapana eindigde ergens kort voor 78.